# Kneževina Iberija
Kneževina Iberija je konvencionalni izraz koji se koristi za ranosrednjovjekovnu kavkasku Gruziju, odnosno režim različitih feudalnih velmoža koji su njome vladali od 6. do 9. stoljeća. Početak tog razdoblja se vezuje za 580. godinu, kada su sasanidski perzijski vladari svrgnuli domaću vladarsku dinastiju Hosroida, a kraj za godinu 888. kada je vlast konačno preuzela dinastija Bagrationi, od koje će nastati kasnija Kraljevina Gruzija. U teritorijalnom smislu se pod tim obično podrazumijeva kavkaska Iberija, ili oblast koja je u suvremenoj Gruziji poznata kao Kartlija.
To je razdoblje karakteristično po tome što se tada razvila zasebna gruzijska Crkva, kao i nacionalna gruzijska kultura oličena u književnosti na domaćem jeziku. Iz tog doba datira i vlast dinastije Bagrationi (Bagraditi), buduće kraljevske kuće.

## Iberijski kneževi
- Guaram I., Guaramidi, 588. - oko 590.
- Stjepan I., Guaramidi, oko 590. – 627.
- Adarnaz I., Hosroidi, 627. – 637./642.
- Stjepan II., Hosroidi, 637./642. - oko 650.
- Adarnaz II., Hosroidi, oko 650. – 684.
- Guaram II., Guaramidi, 684.-oko 693.
- Guaram III., Guaramidi, oko 693.-oko 748.
- Adarnaz III., Nersianidi, oko. 748.-oko 760.
- Nerses II., Nersianidi, oko. 760. – 772., 775. – 779./780.
- Stjepan III., Guaramidi, 779./780. – 786.
- Ašot I., Bagrationi, 813. – 830.
- Bagrat I., 842./843. – 876.
- David I., 876. – 881.
- Gurgen I., 881. – 891. (zajedno s obnovom kraljevanja pod Adarnazom IV.)